# سرهی بوکوفسکی
سرهی بوکوفسکی (انگلیسی: Serhii Bukovskyi؛ زادهٔ ۱۸ ژوئیهٔ ۱۹۶۰) کارگردان فیلم، بازیگر اهل اتحاد جماهیر شوروی سوسیالیستی است.
بوکوفسکی عضو هیئت مدیره انجمن سینماگران اوکراین و برنده جایزه ملی شوچنکو است. وی در سال ۱۹۹۶ به عنوان افتخاری هنرمند شایسته اوکراین اعطا شد و در سال ۲۰۰۸ عنوان هنرمند خلق اوکراین را دریافت کرد.